# Royal Rumble (2001)
Royal Rumble 2001 fue la decimocuarta edición del Royal Rumble, un evento pago por visión de lucha libre profesional producido por la World Wrestling Federation (WWF).
Tuvo lugar el 21 de enero del 2001 en el New Orleans Arena en New Orleans, Luisiana. La Banda Sonora del evento fue llamado "Dominatrix"

## Antecedentes
El evento principal en el Royal Rumble es el Royal Rumble match, una batalla real en la que 30 luchadores entran al ring en intervalos de aproximadamente 120 segundos, tratando de eliminar a los demás lanzando a los oponentes sobre la cuerda superior. El ganador de la lucha recibe una oportunidad por el WWF Championship en WrestleMania X-Seven . The Rock comenzó a hablar del Royal Rumble en el episodio del 4 de enero de SmackDown! , Cuando prometió ganar el evento de Royal Rumble por segundo año consecutivo para ganar el WWF Title en WrestleMania. En el episodio de la semana siguiente de SmackDown! , Vince McMahon , el presidente del WWF, añadió Stone Cold Steve Austin a la lucha. En el mismo episodio, Rikishi derrotó a The Rock, Kane y The Undertaker por el derecho a entrar como número 30 al Royal Rumble. 
En el Royal Rumble, el campeón de la WWF Kurt Angle defendió su título contra Triple H en una pelea de uno contra uno. La preparación comenzó en el episodio del 8 de enero de Raw Is War , cuando Angle defendió el campeonato contra Steve Austin, que terminó en un empate cuando Triple H interfirió y emboscó a Austin con una tubo de acero. En el episodio del 11 de enero de SmackDown! , Vince McMahon programó a Kurt Angle para defender su título en el Royal Rumble contra Triple H. Los dos hombres hablaron sobre la pelea, con Triple H afirmando que Kurt sólo mantuvo el campeonato porque el lo permitió y Kurt Angle lo negó. 
El Royal Rumble incluyó una lucha de escaleras para el Campeonato Intercontinental , en el que el campeón, Chris Benoit , defendió su título contra Chris Jericho . El cinturón fue suspendido por encima del ring en el techo y el único método para ganar era subir por una escalera para recuperar el cinturón. Su pelea comenzó en WrestleMania 2000 , cuando Chris Benoit y Chris Jericho desafiaron a Kurt Angle con su título intercontinental y el Campeonato de Europa de la WWF en un Triple Threat Match a dos caídas. Durante esa pelea, los dos hombres se apuntaron en una caída cada uno para ganar el respectivo campeonato de Angle. Desde ese evento, Benoit tendría tres victorias de pago por visión sobre Jericho esp. En SummerSlam en los dos mejores de tres caídas. En el episodio del 4 de enero de SmackDown! , Benoit defendió su título contra Jericho. Durante la lucha, Perry Saturn y Dean Malenko , socios de Benoit en el grupo The Radicalz, interfirieron atacando a Jericho, Benoit ganó por descalificación sin defender el campeonato. En el episodio del 8 de enero de Raw Is War , Jericho se unió con The Hardy Boyz ( Matt y Jeff Hardy) contra The Radicalz (Saturn, Malenko y Benoit) en una pelea de 3 contra 3 que Jericho ganó por Benoit. En el episodio del 11 de enero de SmackDown! Jericho exigió una lucha por el título en el Royal Rumble. Benoit se ofreció a darle a Jericho cualquier tipo de pelea que el quisiera y Jericho eligió una lucha de escalera.

## Combates
- Sunday Night HEAT: Lo Down (D'Lo Brown & Chaz) (con Tiger Ali Singh) derrotaron a Kaientai (TAKA Michinoku & Funaki) (1:57).
  - Chaz cubrió a Funaki ganando la oportunidad a un miembro de su equipo de participar en el Royal Rumble match.
  - Más tarde, durante el evento, Vince McMahon anularía la estipulación, reemplazando a los ganadores por Drew Carey.
- The Dudley Boyz (Bubba Ray & D-Von) derrotaron a Edge & Christian ganando el Campeonato en Parejas de la WWF (9:59).
  - D-Von cubrió a Edge tras un "3D".
- Chris Jericho derrotó a Chris Benoit en un Ladder match ganando el Campeonato Intercontinental de la WWF (18:44).
  - Jericho descolgó el título de lo alto del coliseo, ganando la lucha.
- Ivory (con Steven Richards) derrotó a Chyna reteniendo el Campeonato Femenino de la WWF (3:32).
  - Ivory cubrió a Chyna luego de que esta última le aplicara una Handspring Elbow Drop en el esquinero, dañándose su cuello que había sido recién operado y cayendo desplomada al suelo (Kayfabe).
  - Después de la lucha, Chyna fue llevada de inmediato a una ambulancia de guardia.
- Kurt Angle (con Trish Stratus) derrotó a Triple H (con Stephanie McMahon-Helmsley) reteniendo el Campeonato de la WWF (24:15)
  - Angle cubrió a Triple H después de una "Stone Cold Stunner" de Steve Austin.
  - Durante la pelea, Stephanie y Trish se pelearon.
- Steve Austin ganó el Royal Rumble 2001 (1:01:55) 
  - Austin eliminó finalmente a Kane, ganando la lucha.
  - Antes de entrar a la lucha fue atacado por Triple H haciéndolo sangrar, pero ingreso minutos después.
  - Oficialmente con esta victoria Steve Austin se convirtió hasta ahora en el primer y único hombre en ganar el Royal Rumble tres veces.

## Royal Rumble entradas y eliminaciones

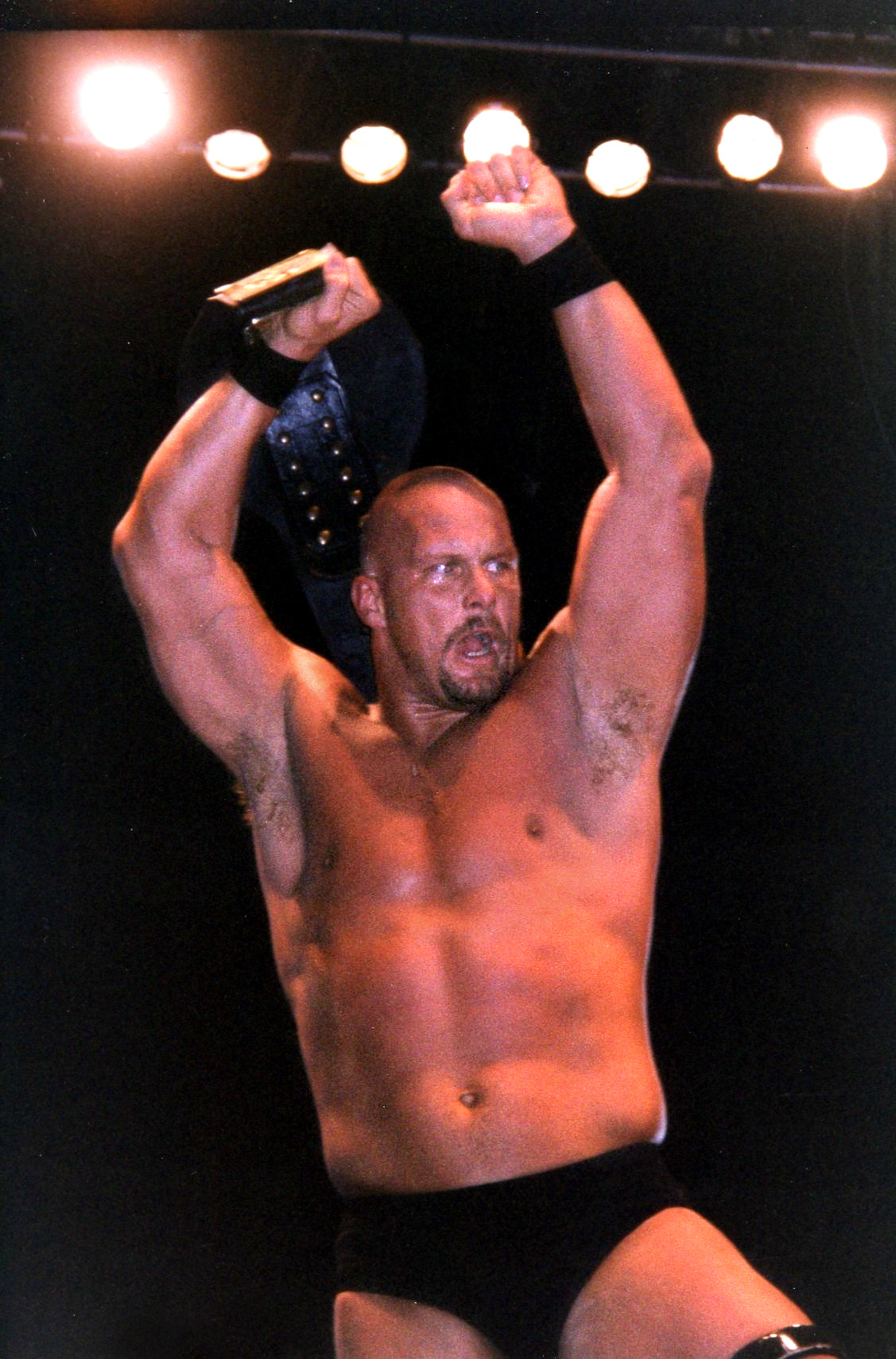
Steve Austin, el ganador del Royal Rumble 2001.

Un nuevo participante ingresaba cada aproximadamente 2 minutos
| Entradas | Entradas           | Eliminado por | Eliminado por           | Tiempo |
| -------- | ------------------ | ------------- | ----------------------- | ------ |
| 1        | Jeff Hardy         | 4             | Matt Hardy              | 06:36  |
| 2        | Bull Buchanan      | 1             | Matt Hardy & Jeff Hardy | 02:08  |
| 3        | Matt Hardy         | 3             | Jeff Hardy              | 04:45  |
| 4        | Faarooq            | 2             | Matt Hardy & Jeff Hardy | 00:58  |
| 5        | Drew Carey         | 5             | El mismo                | 02:54  |
| 6        | Kane               | 29            | Austin                  | 53:46  |
| 7        | Raven              | 9             | Kane                    | 08:51  |
| 8        | Al Snow            | 8             | Kane                    | 07:08  |
| 9        | Perry Saturn       | 10            | Kane                    | 05:02  |
| 10       | Steve Blackman     | 7             | Kane                    | 03:08  |
| 11       | Grand Master Sexay | 6             | Kane                    | 01:03  |
| 12       | The Honky Tonk Man | 11            | Kane                    | 01:16  |
| 13       | The Rock           | 28            | Kane                    | 38:42  |
| 14       | The Goodfather     | 12            | Rock                    | 00:13  |
| 15       | Tazz               | 13            | Kane                    | 00:10  |
| 16       | Bradshaw           | 18            | Undertaker              | 17:40  |
| 17       | Albert             | 20            | Kane                    | 15:53  |
| 18       | Hardcore Holly     | 21            | Undertaker              | 14:04  |
| 19       | K-Kwik             | 16            | Big Show                | 07:53  |
| 20       | Val Venis          | 22            | Undertaker              | 10:22  |
| 21       | William Regal      | 14            | Test                    | 02:01  |
| 22       | Test               | 15            | Big Show                | 02:08  |
| 23       | The Big Show       | 17            | Rock                    | 01:23  |
| 24       | Crash Holly        | 19            | Kane                    | 02:31  |
| 25       | The Undertaker     | 25            | Rikishi                 | 10:45  |
| 26       | Scotty 2 Hotty     | 23            | Undertaker & Kane       | 00:47  |
| 27       | Steve Austin       | -             | Ganador                 | 09:43  |
| 28       | Billy Gunn         | 27            | Austin                  | 07:22  |
| 29       | Haku               | 24            | Austin                  | 02:51  |
| 30       | Rikishi            | 26            | Rock                    | 02:35  |

1. 
2. 

*Originalmente Road Dogg estaba en el combate pero fue reemplazado de última hora por Haku

## Otros Roles
| Comentaristas - Jerry "The King" Lawler - Jim Ross Comentaristas en Español - Carlos Cabrera - Hugo Savinovich Árbitros - Mike Chioda - Jack Doan - Earl Hebner - Jim Korderas - Theodore Long - Chad Patton - Tim White | Entrevistadores - Michael Cole - Kevin Kelly Otros - Howard Finkel - Anunciador - Tony Garea - Vince McMahon - Sgt. Slaughter |